# Criniger
Genre
Criniger est un genre de passereaux de la famille des Pycnonotidae. Il comprend cinq espèces de bulbuls.

## Répartition
Ce genre se trouve à l'état naturel en Afrique équatoriale,,,,.

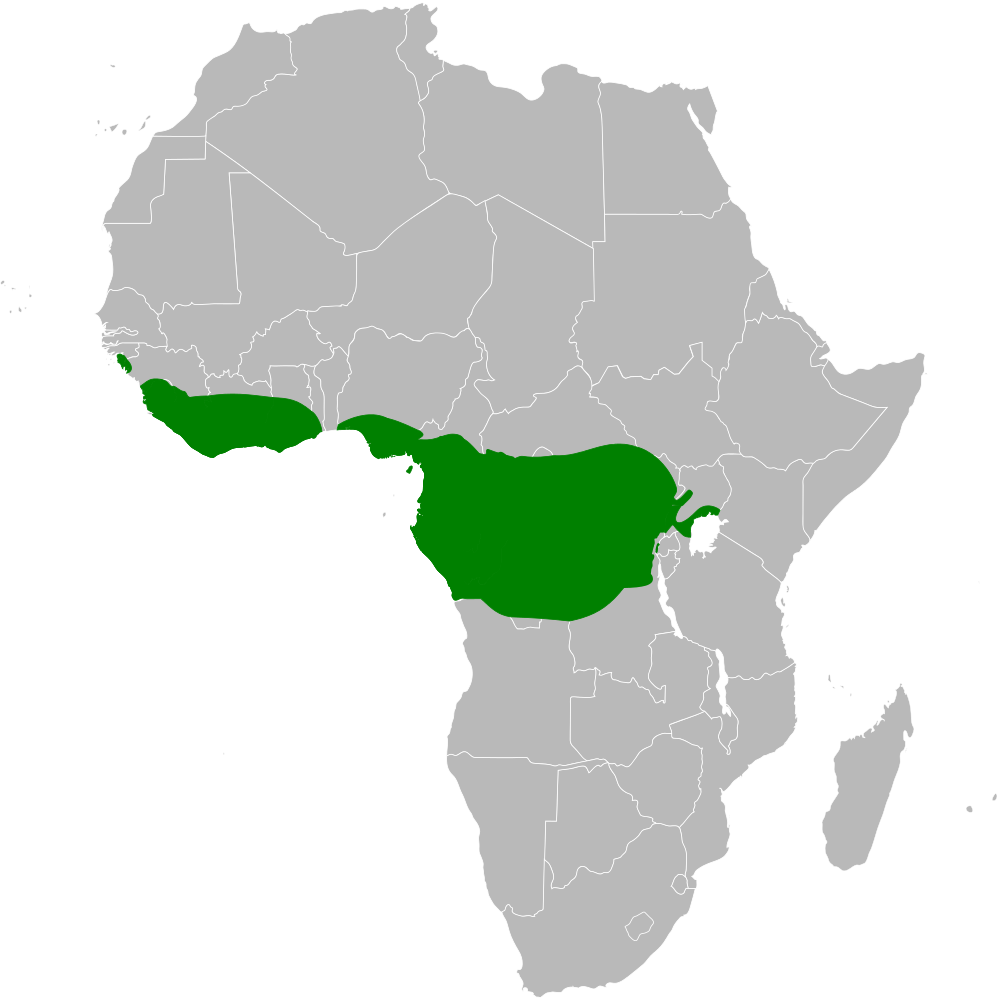
Répartition de Criniger.

## Liste des espèces
Selon la classification de référence du Congrès ornithologique international (version 8.2, 2018) (ordre alphabétique) :
- Criniger barbatus (Temminck, 1821) - Bulbul crinon, Bulbul crinon occidental, Grand Bulbul huppé
  - Criniger barbatus ansorgeanus Hartert, 1907
  - Criniger barbatus barbatus (Temminck, 1821)
- Criniger calurus (Cassin, 1856) — Bulbul à barbe blanche, Bulbul huppé à barbe blanche, Bulbul huppé à gorge blanche
  - Criniger calurus calurus (Cassin, 1856)
  - Criniger calurus emini Chapin, 1948
  - Criniger calurus verreauxi Sharpe, 1871
- Criniger chloronotus (Cassin, 1859) — Bulbul à dos vert, Bulbul crinon oriental
- Criniger ndussumensis Reichenow, 1904 — Bulbul de Reichenow
- Criniger olivaceus (Swainson, 1837) - Bulbul à barbe jaune, Bulbul huppé à gorge jaune, Bulbul olive